# Stefan Reuter
Stefan Reuter (Dinkelsbühl, 16 de outubro de 1966) é um ex-futebolista alemão que atualmente exerce a posição de treinador.

## Carreira
Passou pelo clubes do 1. FC Nürnberg, Bayern de Munique, Juventus FC e Borussia Dortmund, onde ele passou doze anos e fez 307 partidas pelo clube.

### Seleção Alemã
Pela seleção alemã disputou duas copas do mundo, em 1990 e 1998

## Títulos
- Bundesliga: 1990, 1996, 2002
- Copa do Mundo: 1990
- Supercopa da Alemanha: 1990, 1995, 1996
- Eurocopa: 1996
- Liga dos Campeões: 1997
- Taça Intercontinental: 1997